# Влохи
Влохи (пол. Włochy) — район (дільниця) Варшави, що знаходиться на лівому березі Вісли та на південному заході польської столиці. На заході межує з дільницею Урсус (пол. Ursus), на півночі — з дільницями Бемово (пол. Bemowo) й Воля (пол. Wola), на сході — з дільницями Охота (пол. Ochota) й Мокотув (пол. Mokotów), на півдні — з дільницею Урсинув (пол. Ursynów). Площа становить 28,63 км2.
Станом на січень 2024 на території дільниці Влохи мешкало 50143 особи.

## Історія
Території, що нині належать дільниці Влохи, тривалий час характеризувалися невеликою кількістю поселенців. Однією з основних причин цьому була віддаленість цих територій від Вісли, також вони відрізнялися значною заболоченістю, що, зі свого боку, теж не сприяло освоєнню їх людьми. Перші поселення з'явилися приблизно в VI тисячолітті до н.е., в епоху мезоліту. «Поселенцями» були кочівники, що займалися мисливством та збиральництвом. У III-IV столітті н.е. нові поселенці на цих територіях майже не з'являлись, освоєння та заселення їх почалося в епоху Середньовіччя.
У XIV столітті виникли населені пункти Пожуцево (пол. Porzucewo), Ракув (пол. Raków), Збаж (пол. Zbarż), Ґожкєвки (пол. Gorzkiewki), Щєньшлівіце (пол. Szczęśliwice), Стоярти (пол. Stojarty), Віткі (пол. Witki) та Соліпсе (пол. Solipse). У XV столітті виникло село під назвою Влохи, яку пов'язують із прізвиськом господаря села Яна — «Влох» (пол. Włoch). У XVII столітті господарем села став примас та канцлер великий коронний Анджей Лєщинський, він збудував тут також літню резиденцію. Під час Московсько-шведської війни у 1655—56 резиденція канцлера Лєщинського та прилеглі до неї будівлі були повністю зруйновані, як і села Віткі та Стоярти, що знаходилися поруч; обидва населених пункти зникли з лиця Землі, а їхні території через деякий час стали власністю села Влохи.
У XVIII столітті Влохи стали частиною володінь роду Любомирських. У 1795 перейшли у володіння до тодішнього міністра внутрішніх справ Варшавського князівства та Королівства Польського графа Мостовського.
У 1842 була побудована цегельня, що використовувала як сировину мул та глину. Після виснаження запасів сировини виробництво переносилося на інше місце. У 1844 цегельня та весь населений пункт перейшли у володіння до Анджея Колігена (пол. Andrzej Koelichen). Нащадки Колігена володіли цегельнею та селом до 1928 — періоду проведення земельної реформи у Польщі.
У 1939 Влохи були урівняні в правах із польськими містами. Під час Другої світової війни тут існував табір для інтернованих, організований німцями, у якому перебували ті, хто зазнав примусового виселення з Варшави, звідти ув'язнених вивозили до Прушкова залізничним транспортом. 16 вересня 1944 німці депортували до своєї країни близько шести тисяч осіб чоловічої статі. Після завершення війни місто почало розвиватися.
У повоєнний період у Влохах деякий час знаходилося відділення НКВС, потім тут розмістилися польські органи державної безпеки. З січня по квітень 1945 функціонувала в'язниця польських органів безпеки, звідти в цей самий час були вивезені до Москви очільники польського підпільного уряду.
5 травня 1951 Влохи увійшли до складу Варшави, ставши частиною дільниці Охота.
У червні 1994 Влохи отримали статус столичної ґміни. З жовтня 2002 — одна з дільниць Варшави.

## Походження назви
За однією з гіпотез, назва «Влохи» була успадкована населеним пунктом від свого засновника та господаря Яна, що мав прізвисько «Влох». Інша гіпотеза стверджує, що неподалік села, у районі нинішньої дільниці Воля, базувались італійські війська, що й дало назву населеному пункту. Є також третя гіпотеза, згідно з якою назва «Влохи» бере початок від італійських різьбярів, які займалися оздобленням палацу господаря села.

## Кордони
Дільниця Влохи межує:
- на заході — з дільницею Урсус
- на півночі — з дільницями Бемово та Воля
- на сході — з дільницями Охота і Мокотув
- на півдні — з дільницею Урсинув та Прушковським повітом

## Райони
Влохи поділяються на чотирнадцять районів:
- Нові Влохи (пол. Nowe Włochy)
- Старі Влохи (пол. Stare Włochy)
- Соліпсе
- Будкі Щєньшлівіцке (пол. Budki Szczęśliwickie)
- Вікторин (пол. Wiktoryn)
- Ракув
- Саломея (пол. Salomea)
- Океньче (пол. Okęcie)
- Ядвіжин (пол. Jadwisin)
- Збаж
- Ґожкєвки
- Палюх (пол. Paluch)
- Залуський (пол. Załuski)
- Опач Вєлька (пол. Opacz Wielka)

## Найважливіші місця та пам'ятники архітектури
- Аеропорт імені Фридерика Шопена (пол. Lotnisko Chopina)
- Парк Бійців (пол. Park Kombatantów) та палац Колігенів
- Церква покликання Св. Терези Дитиною Ісусом (пол. Kościół pod wezwaniem św. Teresy od Dzieciątka Jezus)
- Цвинтар на Влохах
- євангелістсько-аугсбургська церква (пол. Kościół ewangelicko-augsburski)
- Форт V («Влохи») (пол. Fort V ("Włochy"))
- Форт VI («Океньче») (пол. Fort VI ("Okęcie"))
- Форт VII («Збаж») (пол. Fort VII ("Zbarż"))
- Стави Цетшевія (пол. Stawy Cietrzewia)